# Día Mundial del Turismo
El Día Mundial del Turismo es una celebración anual que tiene lugar el 27 de septiembre desde 1980, instaurada por la Organización Mundial del Turismo (OMT) de las Naciones Unidas en ese mismo año.

## Proclamación
El Día Mundial del Turismo fue proclamado por la Organización Mundial del Turismo de las Naciones Unidas en septiembre de 1979. La proclamación tuvo lugar durante una reunión en Torremolinos, España, con el propósito de subrayar la importancia del turismo como sector económico global, su impacto en el empleo y su capacidad para fomentar la comprensión cultural y la conservación de la biodiversidad.  En su 70° período de sesiones de 2015, la Asamblea General de las Naciones Unidas designó 2017 como el Año Internacional del Turismo Sostenible para el Desarrollo, promoviendo el turismo sostenible como medio para alcanzar los Objetivos de Desarrollo Sostenible (ODS).

## Celebración
Este día se celebra cada 27 de septiembre desde 1980. Esta fecha fue seleccionada para coincidir con un evento significativo en la historia del turismo mundial: el décimo aniversario de la adopción de los Estatutos de la OMT el 27 de septiembre de 1970. Por otro lado, es un momento de cruce de la temporada alta de turismo entre el hemisferio norte y el hemisferio sur. Las actividades y eventos de celebración se centran en destacar las numerosas contribuciones del turismo al desarrollo económico y social, así como en promover prácticas sostenibles en el sector. Durante estos eventos, se promueve la inversión en educación y formación en el sector turístico, la construcción de infraestructuras sostenibles y la innovación para fomentar el emprendimiento, especialmente entre mujeres y jóvenes.

## Países anfitriones y temas
Resumen de temas relacionados
| Año  | País                                                                     | Tema |
| ---- | ------------------------------------------------------------------------ | --- |
| 1980 | -                                                                        | El turismo como factor de conservación y de fomento del legado cultural, de la paz y de la comprensión mutua                                    |
| 1981 | -                                                                        | Turismo y calidad de vida |
| 1982 | -                                                                        | Para un viaje digno, saber visitar y saber recibir                                                                                              |
| 1983 | -                                                                        | El viaje y las vacaciones: un derecho, pero también una responsabilidad para todos                                                              |
| 1984 | -                                                                        | El turismo, factor para promover la comprensión, la paz y la cooperación internacionales                                                        |
| 1985 | -                                                                        | Turismo de jóvenes: legado cultural e histórico al servicio de la paz y de la amistad                                                           |
| 1986 | -                                                                        | El turismo: una fuerza viva al servicio de la paz mundial                                                                                       |
| 1987 | -                                                                        | El turismo al servicio del desarrollo |
| 1988 | -                                                                        | Turismo: Educación para todos |
| 1989 | -                                                                        | El libre movimiento de turistas crea un mundo unido                                                                                             |
| 1990 | -                                                                        | El turismo: una industria desconocida, un servicio por liberar The Hague Declaration on Tourism, ('La Declaración de La Haya sobre el Turismo') |
| 1991 | -                                                                        | Comunicación, información y educación, elementos motores del desarrollo turístico                                                               |
| 1992 | -                                                                        | El turismo, factor de creciente solidaridad socioeconómica y de encuentro entre los pueblos                                                     |
| 1993 | -                                                                        | Desarrollo turístico y protección del medio: en busca de una armonía duradera                                                                   |
| 1994 | -                                                                        | Personal de calidad, turismo de calidad |
| 1995 | -                                                                        | La OMT, veinte años al servicio del turismo mundial                                                                                             |
| 1996 | -                                                                        | El turismo, factor de tolerancia y de paz |
| 1997 | -                                                                        | El turismo, actividad esencial del siglo XXI para la creación de empleo y la protección del medio ambiente                                      |
| 1998 | México                                                                   | Asociaciones entre sectores público y privado. Motor esencial del desarrollo y de la promoción del turismo                                      |
| 1999 | Chile                                                                    | El turismo. Protección del patrimonio mundial para el nuevo milenio                                                                             |
| 2000 | Alemania                                                                 | Tecnología y naturaleza: dos retos para el turismo al inicio del siglo XXI                                                                      |
| 2001 | Irán                                                                     | El turismo: Instrumento al servicio de la paz y del diálogo entre las civilizaciones                                                            |
| 2002 | Costa Rica                                                               | Ecoturismo, clave del desarrollo sostenible |
| 2003 | Argelia                                                                  | Turismo: fuerza impulsora de la lucha contra la pobreza, de la creación de empleo y de la armonía social                                        |
| 2004 | Malasia                                                                  | Deporte y turismo: dos fuerzas vivas al servicio de la comprensión mutua, la cultura y el desarrollo de las sociedades                          |
| 2005 | Catar                                                                    | Viajes y transporte: del mundo imaginario de Julio Verne a la realidad del siglo XXI                                                            |
| 2006 | Portugal                                                                 | El turismo es riqueza |
| 2007 | Sri Lanka                                                                | El turismo abre puertas a las mujeres |
| 2008 | Perú                                                                     | El turismo afronta el reto del cambio climático                                                                                                 |
| 2009 | Ghana                                                                    | El turismo, consagración de la diversidad |
| 2010 | China                                                                    | Turismo y diversidad biológica |
| 2011 | Egipto                                                                   | Turismo y acercamiento de las culturas |
| 2012 | España                                                                   | Turismo y sostenibilidad energética: propulsores del desarrollo sostenible                                                                      |
| 2013 | Maldivas                                                                 | Turismo y agua: proteger nuestro futuro común                                                                                                   |
| 2014 | México                                                                   | Turismo y Desarrollo Comunitario |
| 2015 | Burkina Faso                                                             | Mil millones de turistas, mil millones de oportunidades                                                                                         |
| 2016 | Tailandia                                                                | Turismo para todos: promover la accesibilidad universal                                                                                         |
| 2017 | Catar                                                                    | El turismo sostenible, una herramienta para el desarrollo                                                                                       |
| 2018 | Hungría                                                                  | El turismo y la transformación digital |
| 2019 | India                                                                    | Turismo y empleo: un futuro mejor para todos |
| 2020 | Mercosur: · Argentina · Brasil · Paraguay · Uruguay · Chile (Observador) | Turismo y desarrollo rural |
| 2021 | Costa de Marfil                                                          | Turismo para un crecimiento inclusivo |
| 2022 | Indonesia                                                                | Repensar el turismo |
| 2023 | Arabia Saudita                                                           | Turismo e inversiones verdes |
| 2024 | Georgia                                                                  | Turismo y paz |